# Когнитивное оценивание
Когнити́вное оце́нивание — процесс восприятия и интерпретации субъектом тех или иных обстоятельств, результатом которого является субъективная картина ситуации в сознании человека. Понятие введено Ричардом Лазарусом в рамках транзакционной теории стресса.

## Модель когнитивного оценивания
Лазарус предложил модель когнитивного оценивания, состоящую из первичной и вторичной оценки. Первичная связана оценкой ожидаемого исхода событий и если он ожидается неблагоприятный, то проводится вторичная оценка — определение субъектом доступных способов действий и решений.
Выделено три вида первичной оценки:
- благоприятная — ожидаемый исход события воспринимается человеком как благополучный;
- незначимая;
- стрессовая, связана с угрозой, потерей, вызовом.

Вторичная оценка в поздних работах Лазаруса разделена на четыре компонента:
- возможность принятия (адаптация к обстоятельствам, изменение своих переживаний и оценок в ситуации);
- возможность изменения ситуации;
- прогнозирование развития ситуации;
- объяснение локуса ответственности.

В ряде работ изучается также третичная оценка — переоценивание ситуации, которое основывается на анализе развития обстоятельств в сопоставлении с результатами действий субъекта (копингом).

## Когнитивное оценивание трудной жизненной ситуации
Е. В. Битюцкая определила понятие когнитивного оценивания трудной жизненной ситуации в рамках деятельностного подхода А. Н. Леонтьева как систему интегрированных когнитивных и эмоциональных процессов, связанных с множественными оценками человеком ситуации и себя в этой ситуации. На основе эмпирических данных выделены критерии оценки трудных ситуаций: общие (значимость, беспокойство, повышенные затраты усилий и ресурсов) и частные (неподконтрольность, неопределенность, недостаточная прогнозируемость, необходимость быстрого реагирования, трудности принятия решения и др.).
Установлено, что в результате когнитивного оценивания субъектом определяются следующие аспекты:
- значимость ситуации,
- соответствие происходящего мотивам и личностному смыслу;
- успешность реализации деятельности в отношении к цели;
- степень подконтрольности, понятности и прогнозируемости ситуации;
- степень трудности ситуации.

## Когнитивное оценивание и копинг
По мнению Р. Лазаруса и С. Фолкман, взаимодействие среды и личности в стрессовых условиях регулируется двумя ключевыми процессами: когнитивной оценкой и копингом. Сила стрессора зависит от когнитивной интерпретации стрессора. Вначале стресс воспринимается и оценивается в таких субъективных параметрах, как степень угрозы или наносимого вреда, которые приписываются событию, затем оцениваются масштабы его влияния. За оценкой стрессора следуют определенные эмоции (злость, страх, подавленность, надежда большей или меньшей интенсивности). Далее осуществляются более сложные процессы регуляции поведения: постановка целей, определение ценностей и нравственных установок. В результате личность сознательно выбирает и инициирует действия по преодолению стрессового события, то есть копинг.

## Эмпирические исследования
Многими теоретиками разрабатывались детальные модели процессов, посредством которых происходит оценка события человеком, а также связи между паттернами оценки и специфическими эмоциями.
Как правило, эмоции вызывают субъективное значение, которое человек приписывает этим событиям, а не внешние события сами по себе. Эмоции в этом случае рассматриваются как реакции на значение, приписываемое сложившейся ситуации.
В своей работе Р.Лазарус и С. Смит выделяют шесть основных параметров (компонентов) когнитивной оценки:
1. Мотивационная конгруэнтность (соответствует ли оно личным целям или не соответствует);
2. Релевантность события (связано ли оно с личными интересами);
3. Оценка потенциала копинг-поведения, ориентированного на эмоции (можно ли приспособиться к событиям, изменив собственные переживания или цели);
4. Оценка потенциала проблемно-ориентированного копинг-поведения (можно ли изменить обстоятельства, сделав их конгруэнтными собственным целям);
5. Оценка объяснимости (я или другие ответственны за сложившуюся ситуацию);
6. Оценка ожидаемых событий в будущем (ожидание того, что по тем или иным причинам обстоятельства изменятся, либо не изменятся).

В результате межнационального исследования эмоционального реагирования, проведенного Шерером и Уаллботтом, была получена подробная информация о кросс-культурной вариабельности в процессах оценивания.
Респондентов из 37 стран попросили вспомнить ситуации, когда они испытывали каждую из семи перечисленных эмоций: радость, гнев, грусть, страх, стыд, отвращение и вину. Испытуемые оценили каждую ситуацию по девяти параметрам. О применимости оценочных теорий для выявления универсалий и культурных вариаций эмоций свидетельствуют два результата:
- Общие паттерны оценок у представителей разных стран и регионов мира оказались сходными. Вне зависимости от национальности радостными определяются неожиданные события, интерпретируемые как соответствующие внутренним стандартам. В качестве обстоятельств, вызывающих вину и стыд, рассматриваются обстоятельства, причиной которых человек считает самого себя. и обстоятельства, не соответствующие его нравственным стандартам.
- Значительные различия отмечались в средних уровнях когнитивной оценки. По сравнению с европейцами, американцами и азиатами, африканцы чаще, а жители Латинской Америки реже оценивали ситуации как безнравственные.

По мнению исследователей, такие различия в средних уровнях когнитивной оценки обусловлены различиями в уровне урбанизации. В слабоурбанизированных африканских обществах события чаще оцениваются с точки зрения моральных стандартов, в которых отраженны традиционные культурные нормы, тогда как в более урбанизированных обществах Латинской Америки действуют более разнообразные культурные факторы и поэтому здесь превалируют менее консервативные взгляды.
Шерер отмечает вероятность недооценки социокультурных вариаций. Всем испытуемым предлагался одинаковый набор эмоциональных категорий параметров оценки. Этот критерий исключает возможность выявления эмоциональных и оценочных конструктов, специфичных для той или иной культуры.
В отечественных исследованиях Е. В. Битюцкая описывает взаимосвязи когнитивных оценок трудных ситуаций и копинга. Так, если ситуация воспринимается неподконтрольная и неопределенная, возрастает вероятность использования защитных копинг-стратегий, ухода от решения проблем. Высокая степень прогнозируемости ситуации коррелирует с активными способами копинга: планированием действий по изменению ситуации, обдумыванием способов реагирования. Трудности принятия решения связаны с дистанцированием (снижением значимости ситуации) и отвлечением (переключение внимания на другие дела). Кроме того, с повышением трудностей принятия решения, субъект чаще использует поддержку социального окружения.